# Tattoo (film, 2002)
Pour plus de détails, voir Fiche technique et Distribution.
Tattoo est un film allemand réalisé par Robert Schwentke, sorti en 2002.

## Fiche technique
- Titre : Tattoo
- Réalisation : Robert Schwentke
- Scénario : Robert Schwentke
- Photographie : Jan Fehse
- Musique : Martin Todsharow
- Pays d'origine : Allemagne
- Genre : thriller
- Date de sortie : 2002

## Distribution
- August Diehl : Marc Schrader
- Christian Redl : Minks
- Nadeshda Brennicke : Maya Kroner
- Johan Leysen : Frank Schoubya
- Fatih Cevikkollu : Dix
- Monica Bleibtreu : Kommissarin Roth
- Jasmin Schwiers : Marie Minks